# Medalha da Campanha do Vietnã
A Medalha da Campanha da República do Vietnã, também conhecida como Medalha da Campanha do Vietnã ( em vietnamita:  Chiến Dịch Bội Tinh   ), é uma medalha de campanha militar sul-vietnamita criada em 1949 e concedida a militares franceses durante a Primeira Guerra da Indochina . Durante a Guerra do Vietnã ( Segunda Guerra da Indochina ), o governo sul-vietnamita concedeu a Medalha da Campanha da República do Vietnã com Dispositivo ( 1960– ) a membros das forças armadas sul-vietnamitas por serviço de guerra e em 24 de março de 1966, a membros das forças armadas dos EUA . para apoiar as operações no Vietnã.  Em maio de 1966, outros militares estrangeiros aliados tornaram-se elegíveis para o prêmio.
A medalha foi concedida por dois períodos diferentes de serviço no Vietnã . O primeiro período para o prêmio foi de 8 de março de 1949 a 20 de julho de 1954. O segundo período foi de 1º de janeiro de 1960 até o fim da Guerra do Vietnã (a data seria dada quando a guerra terminasse e o Vietnã do Norte fosse derrotado). Em 30 de abril de 1975, Saigon foi capturado pelo exército norte-vietnamita e o Vietnã do Sul se rendeu e se desfez. A medalha não foi concedida depois de 28 de março de 1973, quando as últimas tropas americanas deixaram o Vietnã do Sul de acordo com os Acordos de Paz de Paris.

## Aparência
A Medalha da Campanha da República do Vietnã é feita de metal dourado na forma de 36 estrela esmaltada branca de seis pontas de mm de largura com seis raios dourados pontiagudos entre os braços da estrela. No centro da estrela está um 18 mm disco de cor verde com um mapa dourado do Vietnã com três chamas pintadas de vermelho entre o norte e o sul do Vietnã, significando as três regiões do Vietnã. No reverso da medalha há um círculo com a inscrição Chiến Dịch (Campanha) acima e Bội Tinh (Medalha) abaixo da palavra VIET-NAM no centro. A fita de suspensão e a fita de serviço da medalha são verdes (para representar a liberdade) com três listras verticais brancas (para representar a pureza).